# Night of the Ghouls
Night of the Ghouls (en inglés: Night of the Ghouls) es una película de 1958, escrita y dirigida por el emblemático director de serie B Ed Wood que anticipa algunas de las más delirantes comedias fantásticas de los últimos tiempos, como Ghostbusters 1984) o la serie televisiva de Scooby Doo. Además, este film de Wood estaba claramente inspirado en Mark of the Vampire de Tod Browning, que a su vez ya era un remake de la desaparecida London After Midnight (1927).

## Contexto
La película se planteó en sus inicios como un remake de Bride of the Monster, el único film de Ed Wood que dio algo de dinero, por lo que resulta razonable que se quisiera plantear Night of the Ghouls como secuela del mismo. Hay más puntos en común entre las dos películas: Tor Johnson hace el papel de Lobo (hombre lobo) en ambas, con el rostro desfigurado en la segunda, a causa de los accidentes acontecidos en la primera. Pero si hay alguien que unifica y da carácter a los films es la presencia del agente Kelton (Paul Marco), un joven policía.
Tras la preview en un viejo teatro de vaudeville, ahora convertido en un cine perteneciente a la cadena RKO, Wood decide remontar el film y comprar a George Weiss descartes de viejas películas del actor húngaro Béla Lugosi, que sustituirán las partes de Criswell con las que no había quedado demasiado convencido. Este nuevo montaje jamás llegó a verse y Night of the Ghouls nunca pudo estrenarse oficialmente ya que debido a los impagos el laboratorio se quedó con los negativos del film, como había sucedido anteriormente con Plan 9 from Outer Space.

## Argumento
La película se inicia con la apertura de un ataúd, y acto seguido el personaje de Criswell nos advierte sobre los peligros que atenazan a nuestra sociedad. La televisión, la radio y los periódicos no paran de hablar de accidentes automovilísticos y peleas entre delincuentes juveniles. El adivino apela a nuestra conciencia: «¿Es esto lo más terrible de nuestros días?».
El tono moralizante de la narración y las numerosas tomas de muchachos peligrosos con tupé (rescatadas de su inacabado proyecto rock and roll hell) nos recuerdan a ciertas películas de la época como Knock on any Door (1949) o Rebel without a Cause (1955), ambas del director Nicholas Ray.
En todo caso, el hincapié puesto en la violencia callejera es otra artimaña de Wood: los problemas de los adolescentes en una América que empieza a dar síntomas de malestar social no le interesan demasiado sino que su intención es llegar a los obligados 70 minutos de metraje, para así poder entrar como complemento en un cine de sesión doble.
Criswell será el narrador que mediante la voz en off se dedicará a comentar lo que vemos con la pericia de un locutor que retransmite un partido de tenis. Frente a esta narración, parece que la especialidad de Ed Wood no es potenciar las posibilidades expresivas de la imagen o que recuerda con nostalgia los seriales radiofónicos. Así, no hemos de tener miedo de los pandilleros ni de los Cadillacs, hemos de tener miedo de los fantasmas.
Al fin, en la comisaría el capitán Robbins (John Carpenter decide mandar a alguien a la casa del lago Willow, con la sospecha de que algo extraño sucede. Es en esa casa donde el Dr. Eric Vornoff (Lugosi en Bride of the Monster) realizó terribles experimentos contra natura.
El teniente Bradford (Duke Moore) llega a la casa, donde encuentra como anfitrión al Dr. Acula (Kenne Duncan) luciendo un turbante a lo Chandú. Unos relámpagos marcan la llegada de la medianoche. Este hombre misterioso de nombre vampírico asegura poder entrar en contacto con los muertos, y vive trapicheando y expoliando a las mentes incultas y supersticiosas mediante unas descacharrantes de espiritismos: junto a una mesa, en la que se sientan dos esqueletos entre el resto de concurrentes, vemos una trompeta que flota en el aire y suena sola, un casco de bombilla, una sábana que flota con aspecto fantasmal produciendo un silbido, y un señor que sale del ataúd (el Dr. Mason, doble de Lugosi en Plan 9).
Kelton seguirá asistiendo a este poltergeist con su mirada alucinada, escondiéndose en todo momento. Seguimos viendo la película mientras nos la cuenta Criswell: No obstante, sin previo aviso, como en un juego de cajas chinas, aparece otro narrador en off, el mismísimo Bradford, que para predicar con el ejemplo, también se dedica a ir comentándonos lo que vemos (esto se debe a que las escenas narradas por él mientras recorre la casa, pertenecen en verdad a Final Curtain, cortometraje que Wood rodó en 1957 y que no había sido estrenado, para así conectar las imágenes del corto con la trama de la película). El astuto policía descubrirá que el Dr. Acula es un farsante que se sirve de algunos trucos: proyector, un órgano…
El personaje más carismático del film es Kelton, y a él va dedicada la frase que cierra el film antes de que Criswell nos dé el susto final: «Caso cerrado. La policía no sabía el verdadero final. Solo las palabras del agente Kelton se acercaban a la realidad».

## Personajes y Reparto
- Kenne Duncan como el doctor Karl Acula (Dr. Acula)

- Duke Moore como el teniente Dan Bradford (acreditado como 'Duke' Moore).

- Tor Johnson como Lobo.

- Valda Hansen como Sheila, el fantasma blanco.

- Johnny Carpenter como el capitán Robbins (acreditado como John Carpenter).

- Paul Marco como el patrullero Kelton.

- Don Nagel como el sargento Crandall.

- Bud Osborne como Mr. Darmoor

- Jeannie Stevens como El fantasma negro/Maniquí.

- Harvey B. Dunn como Henry Edwards.

- Margaret Mason como Martha Edwards.

- Criswell como él mismo.

## Producción y equipo técnico
En 1957, Wood conoce a George Cilly, un vendedor a domicilio de productos para el hogar de la empresa Fuller Brush. George era amigo de Anthony Cardoza, un hombre interesado en invertir en algún proyecto cinematográfico de bajo presupuesto. A través de Cilly, Wood le convence para que invierta en el cortometraje Final Curtain y en su nuevo y ambicioso proyecto, Revenge of the Dead (que más tarde pasaría a ser Night of the Ghouls).
Al no tener suficiente presupuesto para alquilar unos estudios de verdad el rodaje se lleva a cabo en los estudios de doblaje Picture Recorders, por un precio de 20 dólares diarios. Como era de esperar, la producción de Night of the Ghouls también iba a ser movida: el ayudante de dirección, que se percató de la situación a tiempo, abandona el film nada más iniciarse la producción, pero por suerte Ronnie Ashcroft, un amigo del actor Kenne Duncan, que se encontraba en la más absoluta de las ruinas, estaba disponible. Tor Johnson, cansado de sus experiencias en sus otras dos películas de Wood, se niega a “actuar” sin recibir antes su jornal. Wood, acostumbrado a que Tor hiciera siempre lo que él decía, no tenía el dinero preparado, lo que acabaría provocando la ira de la mole de carne sueca. Éste se vistió, arrancó su maquillaje de látex y abandono los Picture Recorders hasta nueva orden. Kenne Duncan (apodado "horsecock" ["polla de caballo"] por sus desarrollados atributos), susurraba obscenidades a la joven e inocente Valda Hansen, lo que provocaría más de un altercado durante el rodaje.